# Tom Standage
Tom Standage (né en 1969) est un journaliste et écrivain britannique. Il est diplômé de l'Université d'Oxford, et publie notamment dans The Guardian, The Economist, The New York Times, The Daily Telegraph et dans le magazine Wired. Il est également l'auteur de six livres, dont The Victorian Internet et The Turk: The Life and Times of the Eighteenth Century Chess Player, une étude sur le Turc mécanique, un automate créé par l'ingénieur austro-hongrois Wolfgang von Kempelen, présenté comme pouvant jouer aux échecs tout seul.